# Taiwani albipuncta
Taiwani albipuncta là một loài bướm đêm thuộc họ Erebidae. Nó được tìm thấy ở Đài Loan.
Con trưởng thành bay vào tháng 3, tháng 4, tháng 5 và tháng 6. Mỗi năm loài này có thể có vài thế hệ.
Sải cánh dài 14–17 mm. Cánh trước khá hẹp và nâu.